# Lobelia cheranganiensis
Lobelia cheranganiensis är en klockväxtart som beskrevs av Mats Thulin. Lobelia cheranganiensis ingår i släktet lobelior, och familjen klockväxter.
Artens utbredningsområde är Kenya. Inga underarter finns listade i Catalogue of Life.